# 高線公園
高架公園（英語：Elevated park，英語常稱：High Line，台灣俗稱紐約空中鐵道公園）是位於美國紐約市曼哈頓棄用的紐約中央鐵路西區線一個高架橋上的綠道和帶狀公園，長達1.45英里（2.33）。 這座公園的設計理念來自法國巴黎的綠蔭步道，後者1993年建成。

## 背景
這段西區線鐵路自肉庫區甘斯沃爾特街（Gansevoort Street）穿過切爾西，一直延伸到34街的西區廣場。還有一段在開發的地區繼續延伸到第十大道。以前其南部還直抵堅尼街北部的春天街，但1960年這一段大部分都被拆除了， 1991年在此對剩餘部分進行清理，現在已經無影無蹤。
1980年代 High Line 面臨被拆除的危機。當地居民自發創立了一個非營利性的組織 — Friends of the High Line（高架之友，FHL），致力於 High Line 的維護與再利用，除了設有四季各有不同風采的花園外，更提供藝文展演平台，及青少年實習機會等。High Line 從面臨拆除危機，到因當地居民的努力而成功保留與轉型，這一切的過程都是民眾自發，由下而上的進行，此為一成功活化古蹟的案例。
2006年開始對這段廢棄鐵路進行再開發，在2009年、2011年和2014年分三階段完工。只有第十大道和30街上的一小部分還處於關閉狀態。 這一在開發計劃振興了公園附近的房地產業， 每年吸引著數以百萬計的遊客來參觀。

## 擴展閱讀
- . CNN.com. March 19, 2007  [2015-01-30]. （原始内容存档于2014-10-24）.
- David, Joshua; Hammond, Robert. . New York: Farrar, Straus and Giroux. 2011. ISBN 0-374-53299-0.
- Davidson, Justin. . New York. June 7, 2009  [2015-01-30]. （原始内容存档于2015-02-06）. 参数|magazine=与模板{{cite news}}不匹配（建议改用{{cite magazine}}或|newspaper=） (帮助)
- Maher, Michael. . BBC News (Video). October 7, 2011  [2015-01-30]. （原始内容存档于2015-05-09）.
- Sternbergh, Adam. . New York. April 29, 2007  [2015-01-30]. （原始内容存档于2015-03-25）. 参数|magazine=与模板{{cite news}}不匹配（建议改用{{cite magazine}}或|newspaper=） (帮助)
- Zambelli, Matteo; Alves, Henrique Pessoa. . Milano: Mimesis. 2012. ISBN 978-88-575-0705-7.

## 外部連結
- 官方网站
  - Official map
- Photographs of the High Line by Jonathan Flaum （页面存档备份，存于）